# Martinism

Sigiliul martinist

Martinismul este o formă de misticism creștin și creștinism ezoteric preocupat de căderea primului om, starea lui de izolare materială față de sursa sa divină și procesul reîntoarcerii sale, denumit reintegrare sau iluminare.
Ca și tradiție mistică, acesta a fost transmis inițial printr-un sistem masonic cu grade superioare înființat în jurul anului 1740 în Franța, de Martinez de Pasqually și propagat ulterior sub diverse forme de către cei doi studenți ai săi Louis Claude de Saint-Martin și Jean-Baptiste Willermoz.
Termenul martinism este folosit atât pentru această doctrină specifică cât și pentru învățăturile „Ordinului Martinist” reorganizat, fondat în 1886 de Augustin Chaboseau și Gérard Encausse (cunoscut și ca Papus).

## Cele trei ramuri ale tradiției
Martinismul poate fi împărțit în trei forme prin care a fost transmis cronologic:
- Elus-Cohens sau Elus Coëns (în ebraică, Cohen înseamnă „preot”, iar „Elus” înseamnă „selectul” sau „alesul”). Aceasta a fost prima și explicit teurgică, modalitate prin care se putea obține reintegrarea. Elus-Cohens a fost fondat de Martinez de Pasqually, care a fost pedagogul lui Saint-Martin. Ordinul inițial Elus-Cohens a încetat să mai existe spre sfârșitul secolului al XVIII-lea sau începutul secolului al XIX-lea, dar a fost revitalizat în secolul al XX-lea de Robert Ambelain și continuă astăzi prin diferite Ordine martiniste, inclusiv ramura reinstaurată de Ambelain.

În cel mai înalt dintre cele trei grade ale Ordinului Elus-Cohen, cunoscut ca Altarul, constând el însuși din trei grade, dintre care cel mai înalt a fost Maestru Reau-Crois, se efectua evocarea entităților aparținând Planului Divin. Acest lucru face clar faptul că Elus-Cohen nu era numai un ordin mistic ci și magic. Principala evocare a fost cea a lui „Mender”, Jehoshua și metodele de bază erau cele ale Cheii lui Solomon, incluzând folosirea cercurilor, numelor angelice, orelor și simbolurilor planetare. Operațiile magice ale gradelor inferioare aveau scopul de a stabili contactul între operator și Lumea invizibilă.
- Ritul Scoțian Rectificat sau Cavalerii Binefăcători ai Orașului Sfânt (CBOS). Acesta a fost inițial un rit masonic, o variantă reformată a Ritului de Ceremonial Strict care, în gradele sale cele mai superioare, folosește ritualuri de tip masonic pentru a demonstra filozofia care stă atât la baza martinismului cât și a practicilor Elus-Cohens. CBOS a fost fondat la finalul secolului al XVIII-lea de Jean-Baptiste Willermoz, care a fost elevul lui Martinez de Pasqually și prieten cu Saint-Martin. CBOS a reușit să supraviețuiască ca și rit practicat continuu de la înființarea sa până în prezent, atât ca un ordin pur masonic cât și ca un rit diferit deschis femeilor.

- Martinismul lui Louis-Claude de Saint-Martin, o tradiție mistică în care accentul se pune pe meditație și alchimie spirituală interioară. Saint-Martin nu a fost de acord cu aceste învățături denumite „martinism” de către contemporanii săi și l-a explicat, în schimb, ca o „cale a inimii” liniștită pentru obținerea reintegrării. Foarte probabil, Saint-Martin nu a organizat această cale ca un „ordin”, ci a adunat mici cercuri de studenți în jurul său, în care și-a transmis învățăturile.

Această moștenire a fost reorganizată ca „Ordre Martiniste” în 1886 de Augustin Chaboseau și Gerard Encausse (cunoscut și ca Papus).

## Martinezism: Martinez de Pasqually și Elus Cohens
Jacques de Livron Joachim de la Tour de la Casa Martinez de Pasqually a fost născut în c. 1727 în Grenoble, Franța și a murit în 1774 în Saint-Domingue. Martinez de Pasqually a activat în organizații masonice din Franța începând de la vârsta de 28 de ani. În 1765 el a înființat Ordinul Cavalerilor Masoni Élus Coëns ai Universului (Ordinul Cavalerilor Masoni Aleși Preoți ai Universului), care a funcționat ca obediență masonică regulară în Franța.
Acest ordin a avut trei tipuri de grade: primul avea grade analoage gradelor simbolice ale francmasoneriei convenționale. Al doilea avea grade în general masonice, deși aminteau de propria doctrină secretă a lui Pasqually. Al treilea avea grade evident magice: de exemplu, prin folosirea exorcizării împotriva răului din lume, în general și din individ, în special. În cel mai înalt grad, Reaux-Croix, inițiatul era învățat să folosească teurgia pentru a contacta tărâmurile spirituale de dincolo.

## Louis-Claude de Saint-Martin (martinism tradițional)

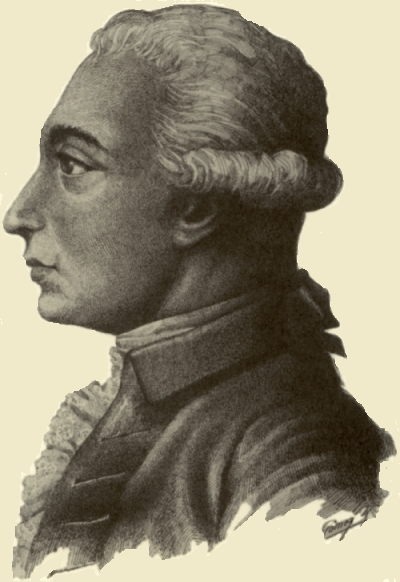
Louis Claude de Saint-Martin, filozoful necunoscut

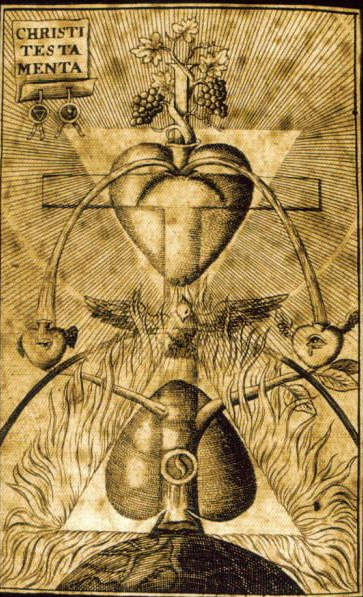
„Christi Testamenta” de Jakob Böhme, care poate reprezenta „calea inimii”.

Louis Claude de Saint-Martin a fost născut în anul 1743 în Amboise, Franța și a murit în anul 1803. Saint-Martin a fost inițiat în Elus-Cohens în 1768 și a activat în organizație cel puțin șase ani. Saint-Martin a fost inițiat în Reaux-Croix, cel mai înalt grad al Ordinului, iar în 1770 a devenit de secretarul lui Pasqually.
Saint-Martin și-a evidențiat filozofia în mai multe cărți, folosind pseudonimul literar „Filozoful Necunoscut”. Printre acestea, sunt:
- Despre erori și adevăr, 1775
- Ministerul Omului - Spirit
- Aforisme și maxime.
- Ministerul spiritual al omului.
- Zece rugăciuni.
- Cartea roșie.
- Corespondență teozofică'.
- Tabelul natural al corespondențelor dintre Dumnezeu, om și univers, 1782

## Martinismul modern

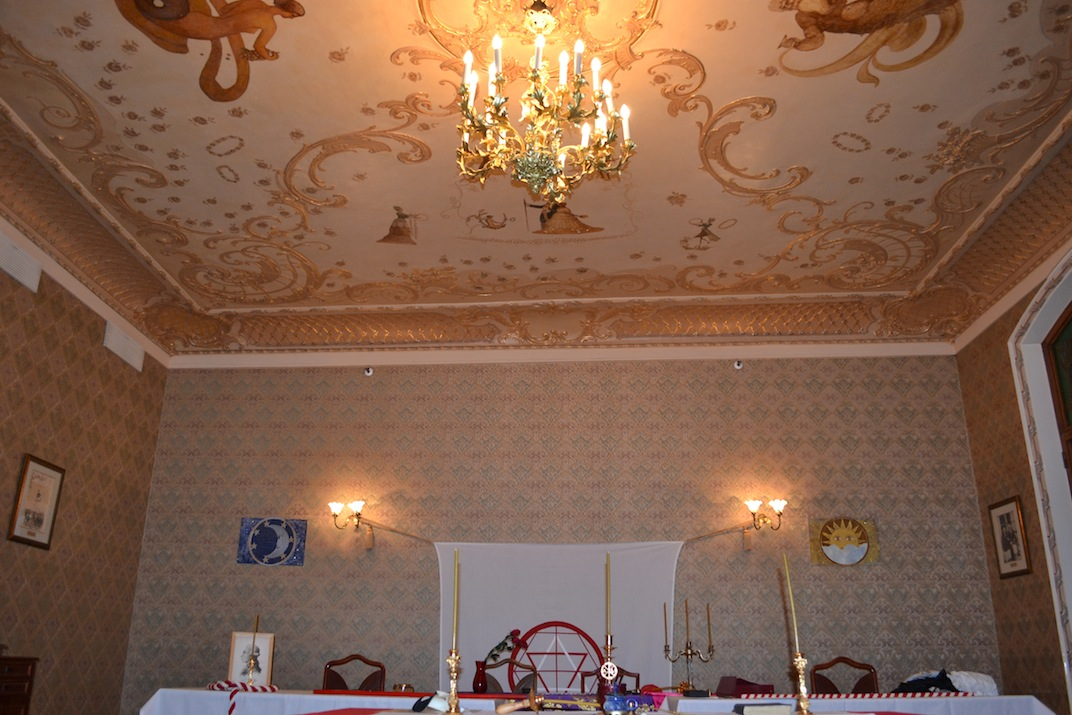
Interiorul Lojilor Ordinului Suveran Antic Autonom Martinist-Martinezist OSAMM (netradițional) în timpul întâlnirii ceremoniale regulare la hotelul Metropol, din Moscova, Russia, în aprilie 2013.

În anul 1905, țarul Nicolae al II-lea al Rusiei l-a invitat pe Papus la Tsarskoïe Selo pentru a-i cere sfatul asupra problemelor interne pe care le întâmpina din partea revoluționarilor. Primul război mondial fusese dezastruos pentru Ordin. Papus a murit pe front îndeplinindu-și datoria de medic, ca și mulți alți lideri ai Ordinului. După război, Ordinul a fost aproape defunct iar membrii supraviețuitori s-au împrăștiat în facțiuni rivale.
Al doilea război mondial a fost la fel de dezastruos pentru Ordin în Europa, ca și primul. Regimul nazist a suprimat toate grupările oculte și numeroși martiniști au murit în lagăre de concentrare. OMT din Europa și ramura sa americană, încă mai există. Acesta operează curent în aproape toate țările libere din lume sub protecția AMORC. Înscrierea membrilor este rezervată exclusiv pentru membrii AMORC. Martinismul câștigă popularitate, iar odată cu dezvoltarea internetului, au apărut numeroase ordine noi și grupuri care arată interes pentru martinism, în întreaga lume.
Ordinul Martinist (L'Ordre Martiniste) fondat de Papus în 1887 continuă și crește în toată lumea având grupuri în Europa, Africa, Statele Unite ale Americii și Orientul Mijlociu.

## Lista ordinelor Martiniste
- Ordinul Martinist Tradițional (TMO), care operează sub egida AMORC — în engleză.
- L'Ordre Martiniste Traditionnel (OMT), care operează sub egida AMORC — în franceză.
- Ordine Martinista Antico e Tradizionale (OMAT)
- Ordinul Martinist (Africa & Orientul Mijlociu): Operează în engleză sub egida Ordinului Martinist din Franța
- Orden Martinista
- Ordre Reaux Croix Arhivat în 9 octombrie 2009, la Wayback Machine. (ORC), cuprinzând cele trei ramuri ale martinismului  Arhivat în 9 octombrie 2009, la Wayback Machine.
- Ordre Martiniste et Synarchique (OMS), un ordin sinarhic.
- Rose-Croix Martinist Order (RCMO), din Ontario, Canada.
- Belgian Martinist Order, cunoscut și ca Ordinul Martinist al Belgiei (Belgische Martinistenorde).
- Ordre Martiniste de Papus (OM), fondat de Philippe Encausse, fiul lui Papus.
- Ordre Martiniste des Pays-Bas (OMPB) , fondat de Maurice Warnon, cu aprobarea lui Philippe Encausse pentru martiniști olandezi care au fost nemulțumiți de alegerea Bisericii Gnostice ca biserică oficială a Ordinului Martinist Francez.
- British Martinist Order (BMO) (Include descendențele franceză și rusă)
- Rose Croix Martinist Order (R+CMO), care afirmă că oferă al patrulea grad martinist și se concentrează pe teurgie.
- Ancient Martinist-Martinezist Order Arhivat în 22 mai 2016, la Wayback Machine. (rusă Древний Орден Мартинистов - Мартинезистов, abrevierea englezească AMMO, franceză AOMM)), care continuă liniile martinismului rusesc ale lui, Vladimir Alexeyevich Shmakov, Nikolai Ivanovich Novikov (secolul al XVIII-lea), Gregory Ottonovich Mebes, Valentin Tomberg (secolul al XX-lea), și alții. Ordinul are descendența din Elus Cohens, precum și descendența din Ordinul Martinist și Sinarhic al Canadei și Statelor Unite. Loja ordinului operează în Federația Rusă.[5][6]
- Ancient Martinist Order (AMO), care aspiră la unificarea diferitelor ordine martiniste într-o singură structură.
- Societatea Inițiaților sau Société des Initiés este un ansamblu slab organizat, de S:I: (Inițiatori Liberi).
- Ordinul Martinist al Cavalerilor lui Cristos sau Ordre Martiniste Des Chevaliers Du Christ
- The Hermetic Order of Martinists (HOM) Arhivat în 28 februarie 2019, la Wayback Machine., care este un Ordin deschis numai Masonilor Maeștri care sunt și membri ai Societas Rosicruciana in Anglia (SRIA) Arhivat în 29 aprilie 2011, la Wayback Machine.
- Rose+Croix Martinist Order (Ontario, Canada).
- Rose Cross Order
- The Ancient Order of the Rosicrucians (AOR)
- Antigua Orden Martinista  Arhivat în 20 decembrie 2016, la Wayback Machine.
- Orden Martinista Universal Arhivat în 27 iulie 2016, la Archive.is
- Swedish Martinist Order Arhivat în 24 februarie 2021, la Wayback Machine. (SMOCI).
- Ordine Martinista
- Ordre Martinistes Souverain (OMS).